# Финал Кубка Стэнли 2007
Финал Кубка Стэнли 2007 — решающая серия розыгрыша Кубка Стэнли в сезоне 2006—2007. В финале встретились победители своих конференций — Анахайм Дакс от западной и Оттава Сенаторз от восточной. Впервые в своей истории Кубок завоевала команда из Калифорнии, обыграв со счётом 4-1 канадскую команду, которая также никогда прежде не завоёвывала этот трофей. Конн Смайт Трофи — приз самому ценному игроку плей-офф — сразу после окончания серии вручил комиссионер НХЛ Гари Бэтмен капитану «Уток» Скотту Нидермайеру, для которого эта победа стала четвёртой в карьере.

## Арены
| Анахайм             | Хонда-центр Скошиабанк-плейсАрены финала Кубка Стэнли 2007 | Оттава              |
| Хонда-центр         | Хонда-центр Скошиабанк-плейсАрены финала Кубка Стэнли 2007 | Скошиабанк-плейс    |
| Вместимость: 17 174 | Хонда-центр Скошиабанк-плейсАрены финала Кубка Стэнли 2007 | Вместимость: 19 153 |
|                     | Хонда-центр Скошиабанк-плейсАрены финала Кубка Стэнли 2007 |                     |

## Первая игра
«Анахайм» — «Оттава» — 3:2 (1:1, 0:1, 2:0)
Первыми в игре, которая была символически открыта губернатором Калифорнии Арнольдом Шварценеггером, забили гости. Уже на второй минуте «Сенаторы» реализовали численное большинство — после удаления Скотта Нидермайера игрок «Оттавы» Майк Фишер вошёл в зону соперника и бросил по воротам, Жан-Себастьян Жигер шайбу отбил, но она, поднявшись высоко вверх, упала за спиной вратаря за линией ворот — 0:1.
«Анахайм» отыгрался на 11-й минуте, когда Энди Макдональд после паса финна Теему Селянне мощным щелчком отправил шайбу в верхний угол ворот «Оттавы». В первом периоде хозяева перебросали гостей — 8:3. В течение последних 11 минут «Утки» не давали гостям бросить по своим воротам. Однако на первый перерыв команды ушли при ничейном счете — 1:1.
На пятой минуте второго периода «Оттава» снова вышла вперёд, опять реализовав численное преимущество. Жигер, потерявший клюшку, оказался бессилен перед щелчком Реддена от синей линии. Этот счёт остался до конца периода.
Но в третьем «Анахайм» смог не только отыграться, но и забить победный гол. Сначала на 46-й минуте матча Гетцлаф броском с правого фланга сравнял счёт, а за три минуты до конца третьей двадцатиминутки Роб Нидермайер выиграл борьбу за шайбу за воротами Рэя Эмери и отпасовал на Моэна, который в одно касание бросил её под перекладину.
Голы: 0:1 Фишер-4 (Месарош, Комри, бол., 01:38), 1:1 Макдональд-6 (Селянне, 10:55), 1:2 Редден-3 (Альфредссон, Спецца, бол., 24:36), 2:2 Гецлаф-6 (Перри, Джекман, 45:44), 3:2 Моэн-5 (Р. Нидермайер, С. Нидермайер, 57:09).
Игра в большинстве: «Анахайм» 0 из 4, «Оттава» 2 из 7
Три звезды: Райан Гетцлаф (А), Роб Нидермайер (А), Трэвис Моэн (А).
Броски: 32-20 (8-3, 10-10, 14-7). Вратари: Жигер — Эмери

## Вторая игра
«Анахайм» — «Оттава» — 1:0 (0:0, 0:0, 1:0)
Голы: 1:0 Палссон-3 (54:16).
Игра в большинстве: «Анахайм» 0 из 4, «Оттава» 0 из 4
Три звезды: Палссон (А), Р. Нидермайер (А), Жигер (А).
Броски: 31-16 (12-7, 14-4, 5-5). Вратари: Жигер — Эмери

## Третья игра
«Оттава» — «Анахайм» — 5:3 (1:1, 3:2, 1:0)
Голы: 0:1 Макдональд-7 (Селянне, бол., 05:39), 1:1 Нил-2 (Келли, Месарош, 16:10), 1:2 Перри-5 (Пеннер, Гецлаф, 25:20), 2:2 Фишер-5 (Волченков, 25:47), 2:3 Гецлаф-7 (Пеннер, Перри, 27:38), 3:3 Альфредссон-11 (Редден, Корво, бол., 36:14), 4:3 Макаммонд-5 (Сапрыкин, Шуберт, 38:34), 5:3 Волченков-2 (Верметт, Келли, 48:22).
Игра в большинстве: «Оттава» 1 из 7, «Анахайм» 1 из 3
Три звезды: Волченков (О), Нил (О), Гецлаф (А).
Броски: 29-22 (10-8, 12-11, 7-3). Вратари: Эмери — Жигер

## Четвёртая игра
«Оттава» — «Анахайм» — 2:3 (1:0, 1:2, 0:1)
Голы: 1:0 Альфредссон-12 (Шефер, Фишер, бол., 19:59), 1:1 Макдональд-8 (Марчант, Перри, 30:06), 1:2 Макдональд-9 (Нидермайер, О’Доннелл, 31:06), 2:2 Хитли-7 (Ивз, Спецца, 38:00), 2:3 Пеннер-3 (Селянне, Макдональд, 44:07).
Игра в большинстве: «Оттава» 1 из 4, «Анахайм» 0 из 3
Три звезды: Макдональд (А), Бошемен (А), Фишер (О)
Броски: 23-21 (13-2, 4-13, 6-6). Вратари: Эмери — Жигер

## Пятая игра
«Анахайм» — «Оттава» — 6:2 (2:0, 2:2, 2:0)
Голы: 1:0 Макдональд-10 (Гецлаф, Пронгер, бол., 03:41), 2:0 Р. Нидермайер-5 (Перри, 17:41), 2:1 Альфредссон-13 (Шефер, Фишер, 31:27), 3:1 Моэн-6 (35:44), 3:2 Альфредссон-14 (мен., 37:38), 4:2 Бошемен-4 (Макдональд, бол., 38:28), 5:2 Моэн-7 (С. Нидермайер, Палссон, 44:01), 6:2 Перри-6 (57:00).
Игра в большинстве: «Анахайм» 2 из 6, «Оттава» 0 из 3
Три звезды: Моэн (А), Макдональд (А), Палссон (А)
Броски: 18-13 (5-3, 7-5, 6-5). Вратари: Жигер — Эмери
| Обладатель Кубка Стэнли 2007 |
| ---------------------------- |
| Анахайм Дакс первый титул    |

## Факты
- Канадская команда не может выиграть Кубок Стэнли, начиная с 1993 года. В последний раз этого добивался «Монреаль Канадиенс». [1]
- Россиянин Антон Волченков в первой игре установил рекорд плей-офф — он десять раз бросался под броски соперников. [2]